# Min Ven, Betjenten
Min Ven, Betjenten er en amerikansk stumfilm fra 1918 af Edward Sloman.

## Medvirkende
- Margarita Fischer som Ann Dickson
- Eugenie Forde som Mrs. Ellen Dickson
- Alfred Hollingsworth som James Dickson
- Alice Knowland som Ohnet
- Harry McCoy som Frederick Pierson